# Livermorium
Livermorium (chemická značka Lv) je transuran s protonovým číslem 116.

## Původ názvu
V roce 2011 IUPAC předložila k veřejné diskusi své doporučení pojmenovat prvek livermorium na počest sídla ústavu Lawrence Livermore National Laboratory, kde v roce 1977 poprvé proběhl pokus o syntézu prvku. Návrh vychází z dohody objevitelů prvků 114 a 116 a jejich společného návrhu. Ruští objevitelé předtím navrhovali jméno moscovium na počest Moskevské oblasti, kde leží sídlo Spojeného ústavu jaderných výzkumů v Dubně. Nové jméno bylo oficiálně schváleno IUPAC 30. května 2012.

## Historie
V roce 1999 oznámili vědci z Lawrence Berkeley National Laboratory objev prvků livermoria a oganessonu, článek byl publikován v časopise Physical Review Letters. O rok později svůj objev stáhli zpět na základě faktu, že se přípravu nepovedlo provést v jiné laboratoři. V roce 2001 publikovali vědci ze Spojeného ústavu jaderných výzkumů v Dubně přípravu 292Lv ostřelováním atomů 248Cm atomy 48Ca, pozdější analýzou byl výsledný izotop změněn na 293Lv (namísto 4 neutronů byly v reakci emitovány pouze 3):
{\displaystyle \,_{20}^{48}\mathrm {Ca} +\,_{96}^{248}\mathrm {Cm} \to \,_{116}^{296}\mathrm {Lv} ^{*}\to \,_{116}^{293}\mathrm {Lv} +3\,_{0}^{1}\mathrm {n} }
Jeho poločas rozpadu je 18 milisekund a rozpadá se na 288Fl. 11. května 2001 institut oznámil přípravu druhého atomu. Zjištěné vlastnosti potvrdily oblast zvýšené stability (tzv. ostrov stability).
V roce 2024 byla publikována příprava izotopů livermoria ostřelováním terče z plutonia urychlenými jádry titanu:
{\displaystyle \,_{22}^{50}\mathrm {Ti} +\,_{94}^{244}\mathrm {Pu} \to \,_{116}^{294-x}\mathrm {Lv} +x\,_{0}^{1}\mathrm {n} }

## Izotopy
Dosud (2018) jsou známy následující izotopy livermoria:
| Izotop | Rok objevu | Reakce         | Poločas rozpadu |
| ------ | ---------- | -------------- | --------------- |
| 289Lv  |            |                | ?               |
| 290Lv  | 2002       | 249Cf(48Ca,3n) | 15 ms           |
| 291Lv  | 2003       | 245Cm(48Ca,2n) | 6,3 ms          |
| 292Lv  | 2004       | 248Cm(48Ca,4n) | 18 ms           |
| 293Lv  | 2000       | 248Cm(48Ca,3n) | 53 ms           |